# Jaleswar
Jaleswar là một thị xã và là nơi đặt ủy ban khu vực quy hoạch (notified area committee) của quận Baleshwar thuộc bang Orissa, Ấn Độ.

## Nhân khẩu
Theo điều tra dân số năm 2001 của Ấn Độ, Jaleswar có dân số 21.382 người. Phái nam chiếm 51% tổng số dân và phái nữ chiếm 49%. Jaleswar có tỷ lệ 65% biết đọc biết viết, cao hơn tỷ lệ trung bình toàn quốc là 59,5%: tỷ lệ cho phái nam là 73%, và tỷ lệ cho phái nữ là 57%. Tại Jaleswar, 14% dân số nhỏ hơn 6 tuổi.